# واروژان بدیگیان
واروژان بِدیگیان (ارمنی: Վարուժան Պետիկյան) شاعر ارمنی در سال ۱۹۲۷ در شهر حلب سوریه متولد شده‌است. پس از گذراندن تحصیلاتش در قبرس، به تدریس پرداخت، سپس از دانشگاه قبرس در رشته اقتصاد فارغ‌التحصیل شد. بدیگیان در قبرس به تدریس اقتصاد در آموزشگاه‌ها مشغول است. وی کار ادبی اش را از سال ۱۹۵۰ آغاز کرده‌است و مجموعه شعرش با نام «کبوتران عشق و دلتنگی» (۱۹۵۹ بیروت) جایزه ادبی «هایگازیان-اوزونیان» را برای شاعر به ارمغان آورده‌است. از این شاعر مجموعه‌های دیگری نیز منتشر شده‌است.